# Johann Michael Ackner
Johann Michael Ackner, magyaros írásmóddal Ackner Mihály János (Segesvár, 1782. január 25. – Szenterzsébet, 1862. augusztus 12. – augusztus 13. közti éjjel) erdélyi szász evangélikus lelkész, egyházi író.

## Élete
Egyetlen fia volt Georg Acknernek, a benei ágostai evangélikus lelkésznek. A gimnáziumi osztályokat szülővárosában, a bölcseleti tudományokat Nagyszebenben hallgatta; teológiai kiképzését 1805-ben a wittenbergi egyetemen kezdte meg. Eközben a meghatározó jénai csata után Wittenberget a francia hadsereg megszállta. Napóleon bevonulásakor Acknert a franciák megkímélték, és Davoust tábornoktól útlevelet kapott, amellyel Göttingenbe jutott, ahol tanulmányait befejezte. Ezután Berlinbe, Hamburgba, a Rajna mellékére és Párizsba utazott. Innen Svájcba, majd Olaszországba ment, ahol a római emlékeket tanulmányozta. Mindezen utakat gyalog tette meg; földije s tanulótársa, a későbbi omlási lelkész, Johann Andreas Severinus volt az útitársa. Utazásai hatására Ackner utóbb a régészet és a természettudományok felé fordult, amelyeket 33 évig művelt hivatali elfoglaltságai mellett.
A külföldi egyetemekről hazatérve a nagyszebeni gimnáziumnál a nyelvészet és régiségtan tanáraként 13 évig működött. Később, még nagyszebeni hitszónok korában is, a tanárok nagy hiányában önként vállalt a gimnáziumnál is szolgálatot; különösen pedig a rajziskolának volt vezetője és igazgatója. A hitszónoki fokozatokon az archidiaconi, vagyis városszónoki díszpolcig jutott, s végre 14 évi iskolai és egyházi szolgálata után 1821. június 2-án a Nagyszebenhez közel eső Szenterzsébet egyházközség lelkészévé választották.
Az első évtizedben matematikával, csillagászattal és természettudományokkal foglalkozott, amelyeket a szülői háznál már korábban megismert, mivel atyja tudós csillagász és matematikus volt. 1823-ban Daniel Graeser, akkori erdélyi ágostai hitvallású szuperintendens Berethalomra hívta őt, hogy a néptanítókat földmérésre és csillagászatra oktassa. 1832-től 1847-ig elsősorban régészettel, földrajztudománnyal és ásványtannal foglalkozott; ebben az időszakban számos kirándulást tett hazájának minden vidékére, amelyek közül emlékezetes az 1838. évi, amikor a Kárpátok délkeleti láncolatát a Verestoronytól Bucsesdig, és még előbb a Verestoronyon át a Vulkánig és Várkapuig beutazta. A kirándulások eredményeképpen Ackner gazdag természettani és régészeti gyűjteményre tett szert, amelyet főleg ásványok, kövületek és érmek alkottak. Ferenc József 1854-ben a koronás arany érdemkereszttel, 1858. szeptember 23-án pedig császári tanácsosi címmel tüntette ki; az év október 8-án a szászok fél százados munkásságának ünnepét ülték meg Nagyszebenben.

## Munkái
- Antiqua musei Parisiorum monumenta. Cibinii, 1809
- Mineralogie Siebenbürgens, mit geognostisch-oryktognostischer Karte. Hermannstadt, 1855 (az erdélyi honismertető társulat által megkoszorúzott pályamunka)
- Die römischen Alterhümer und deutschen Burgen in Siebenbürgen. Wien. 1856 (különnyomat, 2. kiadása. Uo. 1857)
- Die Colonien und militärischen Stand-Lager der Römer in Dacien Uo. 1857 (különnyomat)
- Dacien in den antiken Münzen, eine Quelle der ältern Geschichte Siebenbürgens 101–275. nach Christo. Uo. 1862
- Die römischen Inschriften in Dacien. Uo. 1865 (Friedrich Müllerrel együtt)

Kéziratban maradt: Ueber das Vorkommen fossiler Knochen des Mammuth etc. bei Hammersdorf és Oryctognosie Siebenbürgens mit geogn. Andeutungen, 1844